# Andreas Martin Widmann
Andreas Martin Widmann (* 1979 in Mainz) ist ein deutscher Literaturwissenschaftler, Essayist und Schriftsteller.

## Leben
Widmann studierte an der Johannes Gutenberg-Universität Mainz Germanistik, Theaterwissenschaft und Anglistik und wurde mit einer Arbeit über kontrafaktische Geschichtsdarstellung im postmodernen Roman promoviert.
Neben Beiträgen in Anthologien veröffentlichte er 2012 den Roman Die Glücksparade und 2018 den Roman Messias.
Von 2012 bis 2016 unterrichtete er in London als DAAD-Lektor am University College London (UCL) deutsche Sprache und Literatur. Seit 2016 lebt er in Berlin-Pankow und unterrichtet am Bard College Berlin.

## Auszeichnungen
- 2008: Stipendiat des 12. Klagenfurter Literaturkurses
- 2009: Lenka-Reinerova-Stipendium (Prag)
- 2009: Stipendiat des Literarischen Colloquium Berlin (LCB, Autorenwerkstatt Prosa)
- 2010: Robert-Gernhardt-Preis
- 2010: Stadtschreiberstipendium der Stadt Rottweil[5]
- 2010: 1. Preis beim Bayern 2 Essaywettbewerb
- 2012: Martha-Saalfeld-Förderpreis
- 2012: Mara-Cassens-Preis für Die Glücksparade
- 2013: Stipendiat des Literarischen Colloquium Berlin (LCB, Autorenwerkstatt "Das zweite Buch")
- 2017: Alfred-Döblin-Stipendium der Akademie der Künste und drei Monate Aufenthalt im schleswig-holsteinischen Wewelsfleth[6]
- 2021: Recherchestipendium des Berliner Senats

## Werke

### Belletristik
- Messias. Rowohlt 2018, ISBN 978-3-498-04700-9.
- Die Glücksparade. Rowohlt 2012, ISBN 978-3-498-03565-5.